# Madeline Mason-Manheim
Madeline Mason-Manheim (également connue sous le pseudonyme de Tyler Mason )  (1908-1990) est une poétesse et traductrice américaine. Son travail est également publié sous les noms de Madeline Mason et Tyler Mason,,. Elle est mariée à l'artiste outsider et romancier Malcolm McKesson.

## Biographie
Mason-Manheim est née dans une famille socialement en vue à New York le 24 janvier 1908 (bien que certaines sources mentionnent son année de naissance comme 1902 ou 1905).

### Carrière et vie sociale
Son premier recueil de poésie, Hill Fragments, est publié en 1925 et comporte une introduction d'Arthur Symons, ainsi que des illustrations de Kahlil Gibran. Elle poursuit son association avec Gibran en traduisant son ouvrage Le Prophète en français ; cette traduction est publiée en 1926.
Dans les années 1930, Madeline Mason-Manheim est une habituée des pages "Social" du New York Times,,.
En 1942, elle épouse Malcolm McKesson, qu'elle a rencontré lors d'un bal de débutante. McKesson affirme que l'union n'a jamais été consommée ; cependant, le couple est resté marié jusqu'à la mort de Madeline Mason-Manheim en 1990.
Mason-Manheim a écrit The Cage of Years, qui est publié en 1949. L'œuvre comporte des illustrations de Theodore Conrath et fait partie de la collection du Metropolitan Museum of Art.
Mason-Manheim a conçu le "Mason sonnet" en 1953. Cette forme poétique est composée de quatorze vers, divisés en une octave et un sestet (en), le pivot venant après l'octave. Les lignes sont en pentamètre iambique, avec le schéma de rimes ABCABCBC DBADDA.

### Mort et héritage
Les articles de Mason-Manheim sont conservés par le Briscoe Center for American History de l'Université du Texas à Austin.

## Œuvres
- (en) Hill Fragments, Cecil Palmer, 1925
- (en) Riding for Texas, Reynal & Hitchcock, 1936Écrit avec Edward M. House.
- (en) The Cage of Years, The Bond Wheelright Company, 1949